# Бушар VII
Бушар VII (Bouchard VII de Vendôme)  (1345/1348 - 1371) - граф Вандома и Кастра (Бушар II) с 1364, сеньор де Сегре и де Фёйле из дома де Монтуар. Сын Жана VI де Вандома и Жанны де Понтьё.
Первые годы правления находился под опекой матери. Участвовал в Столетней войне на стороне французского короля в составе отряда герцога Людовика I Анжуйского.
В 1368 г. женился на Изабелле де Бурбон, дочери Жака I, графа де Ла Марша, вдове виконта Луи де Бомона. Единственный ребёнок - дочь Жанна (умерла в младенчестве - в 1371 или 1372 году, возможно - раньше отца).
После смерти Бушара VII Вандом и Кастр унаследовала его сестра Екатерина де Вандом (ум. 1412), жена Жана де Бурбона, графа де Ла Марша.